# Portugisiska São Tomé och Príncipe
Portugisiska São Tomé och Príncipe (Portugisiska: Província Ultramarina de São Tomé e Príncipe) var en koloni inom det Portugisiska imperiet mellan 1470 till 1975, då det blev självständigt från Portugal och blev São Tomé och Príncipe.

## Historik
Ön blev en koloni sedan den upptäckts av den portugisiska upptäcktsresandena João de Santarém och Pêro Escobar 1470. which they found uninhabited.
Ön var obefolkad när den upptäcktes, och befolkades av portugisiska manliga kolonister som gifte sig med afrikanska kvinnor; européer kom alltid att utgöra en minoritet. På det afrikanska fastlandet uppfattades São Tomé och Príncipe inte som en del av Afrika utan som ett land som ursprungligen var bebott av "de vita". 
Kolonin fungerade som en omlastningsplats för den transatlantiska slavhandeln mellan Slavkusten vid Guineabukten och Kongoriket till Brasilien. Sockerplantager introducerades tidigt, och på 1800-talet odlades även kakao. 

## Galleri

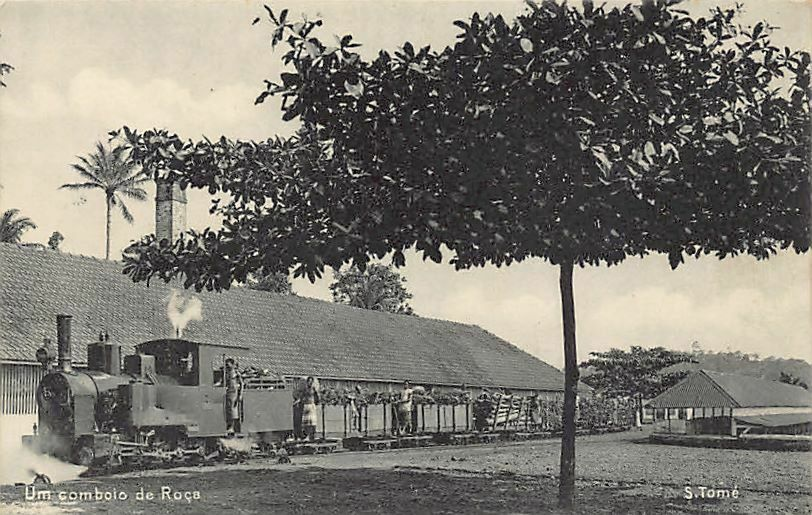
A plantation train in 1910.
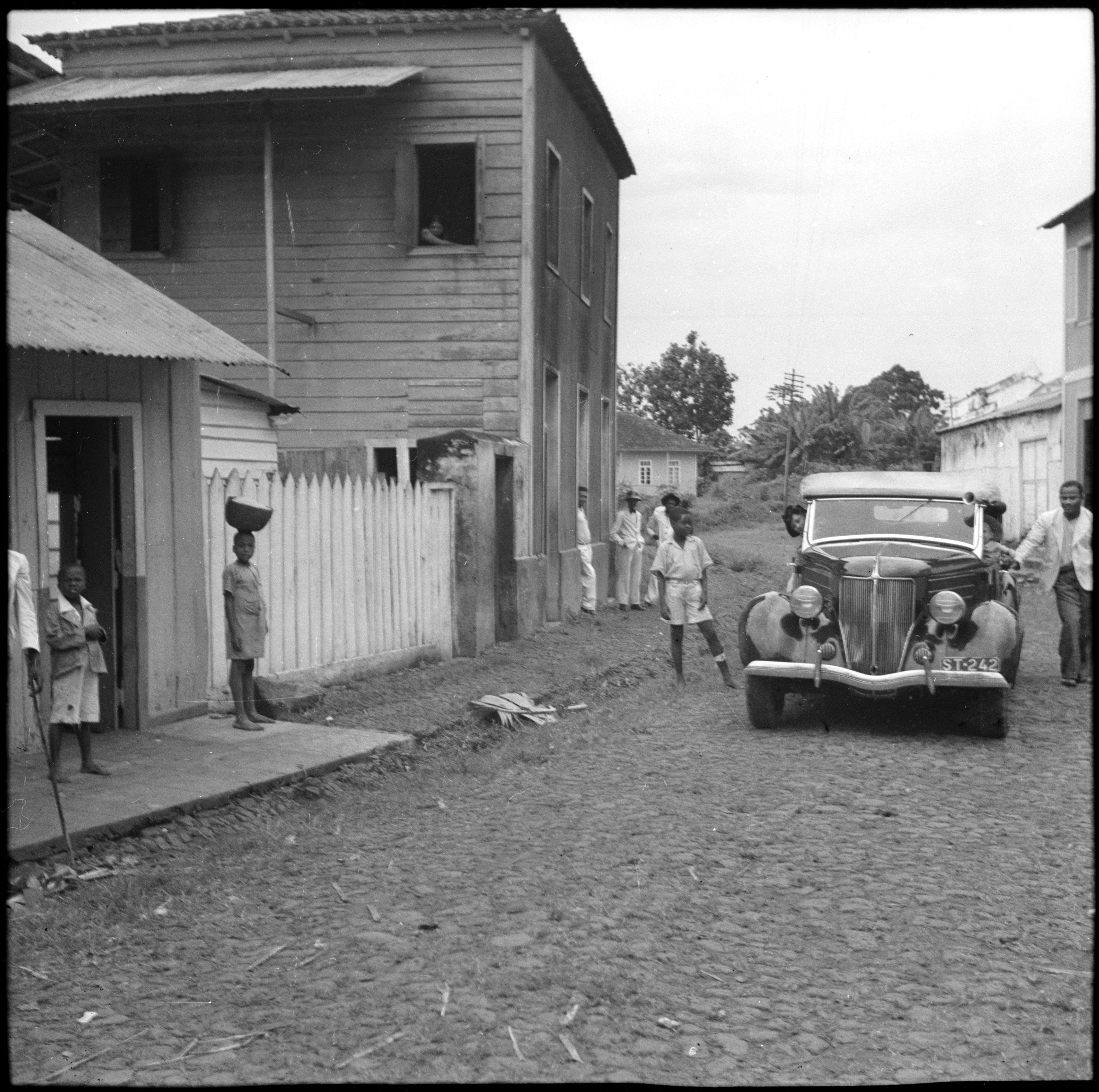
A street in São Tomé, in 1941–1942.
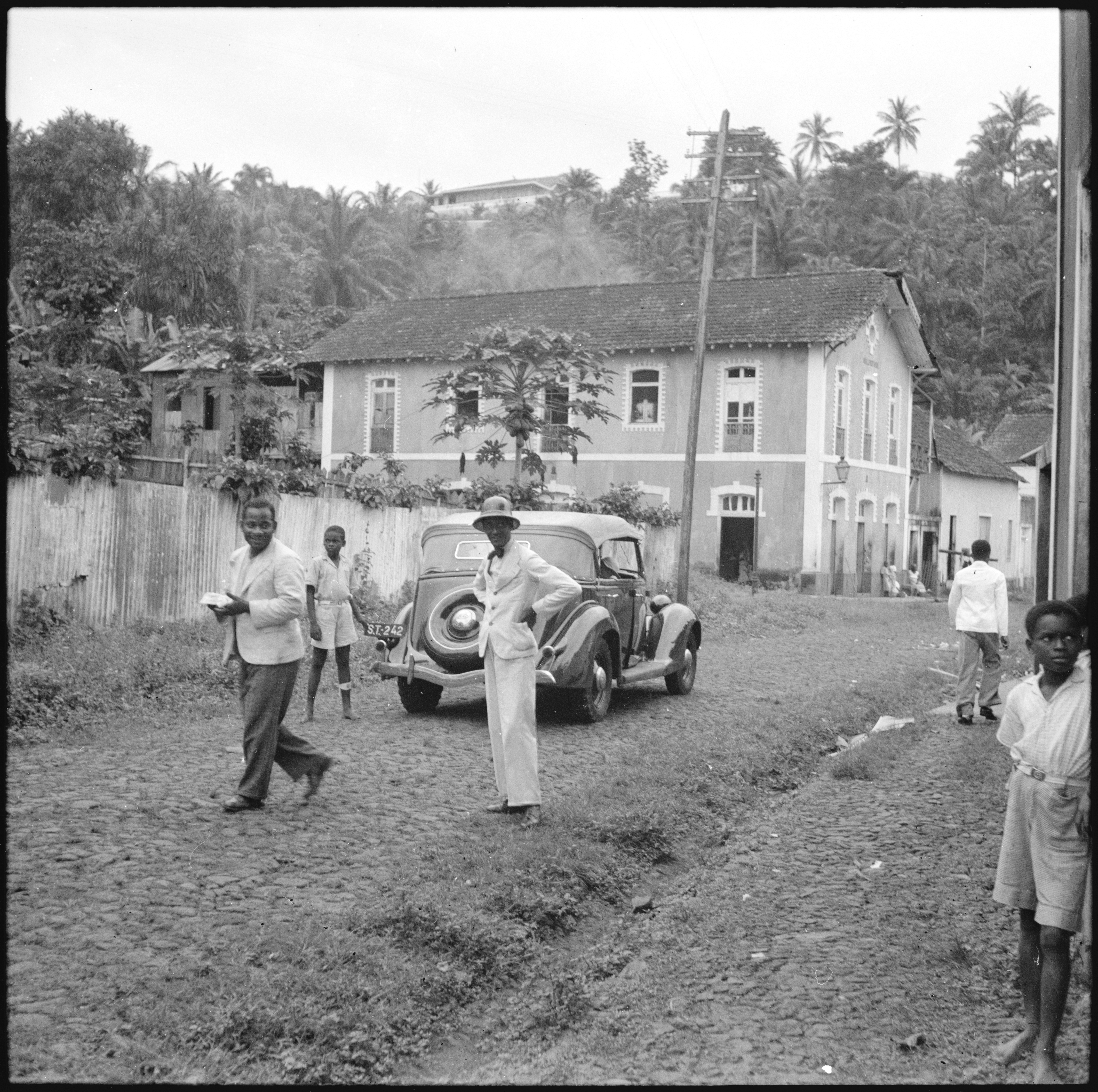
São Tomé, 1941–1942.
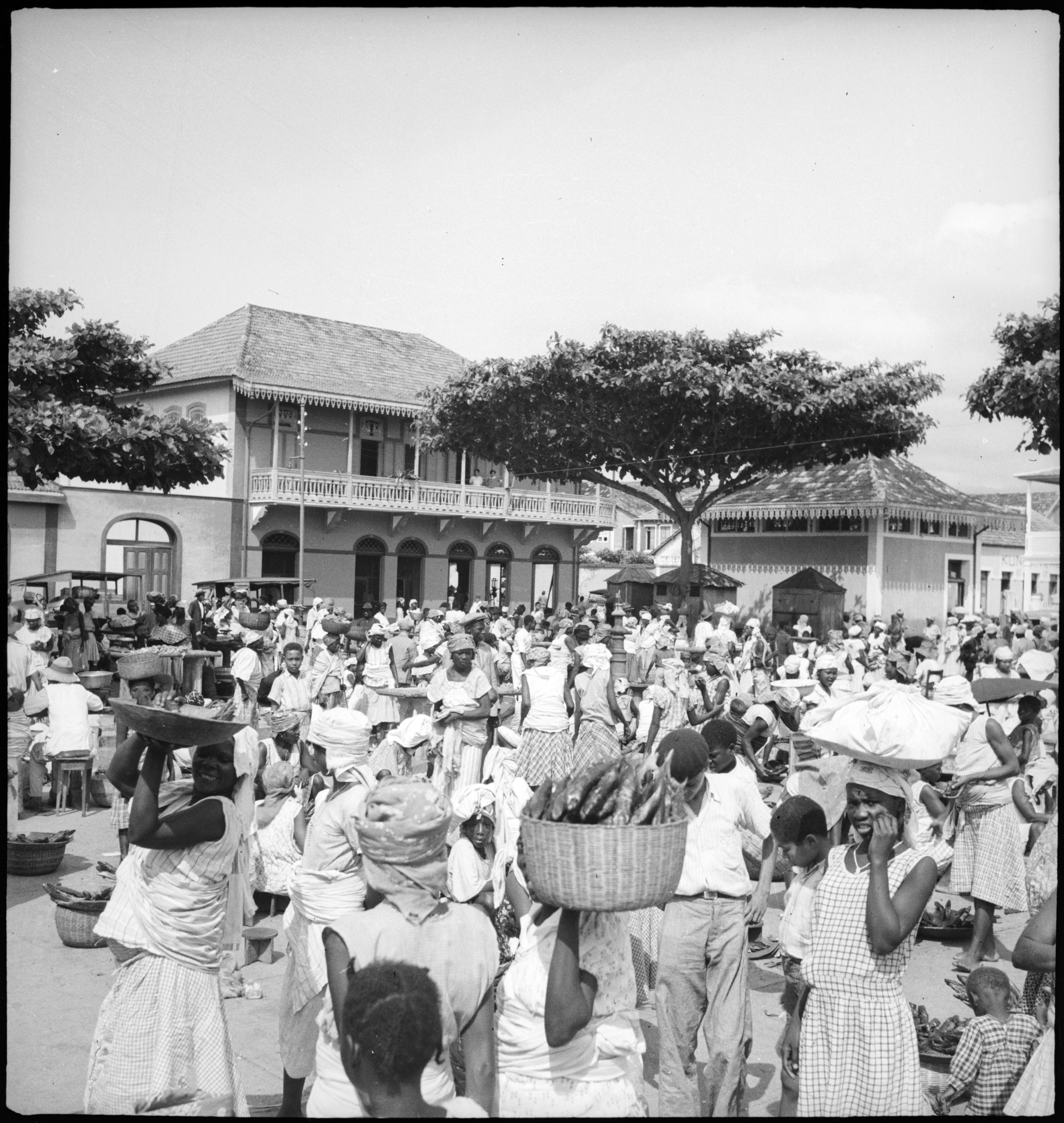
Marknadsplats, São Tomé, 1941-1942

### Kolonial arkitektur

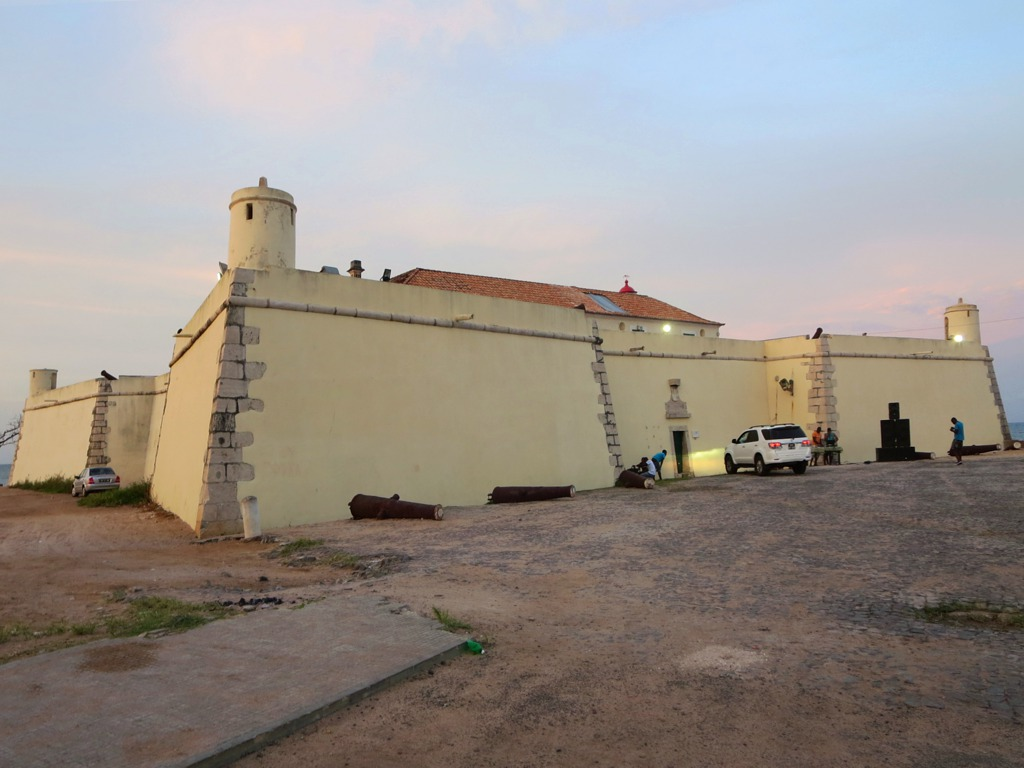
Fortet São Sebastião.
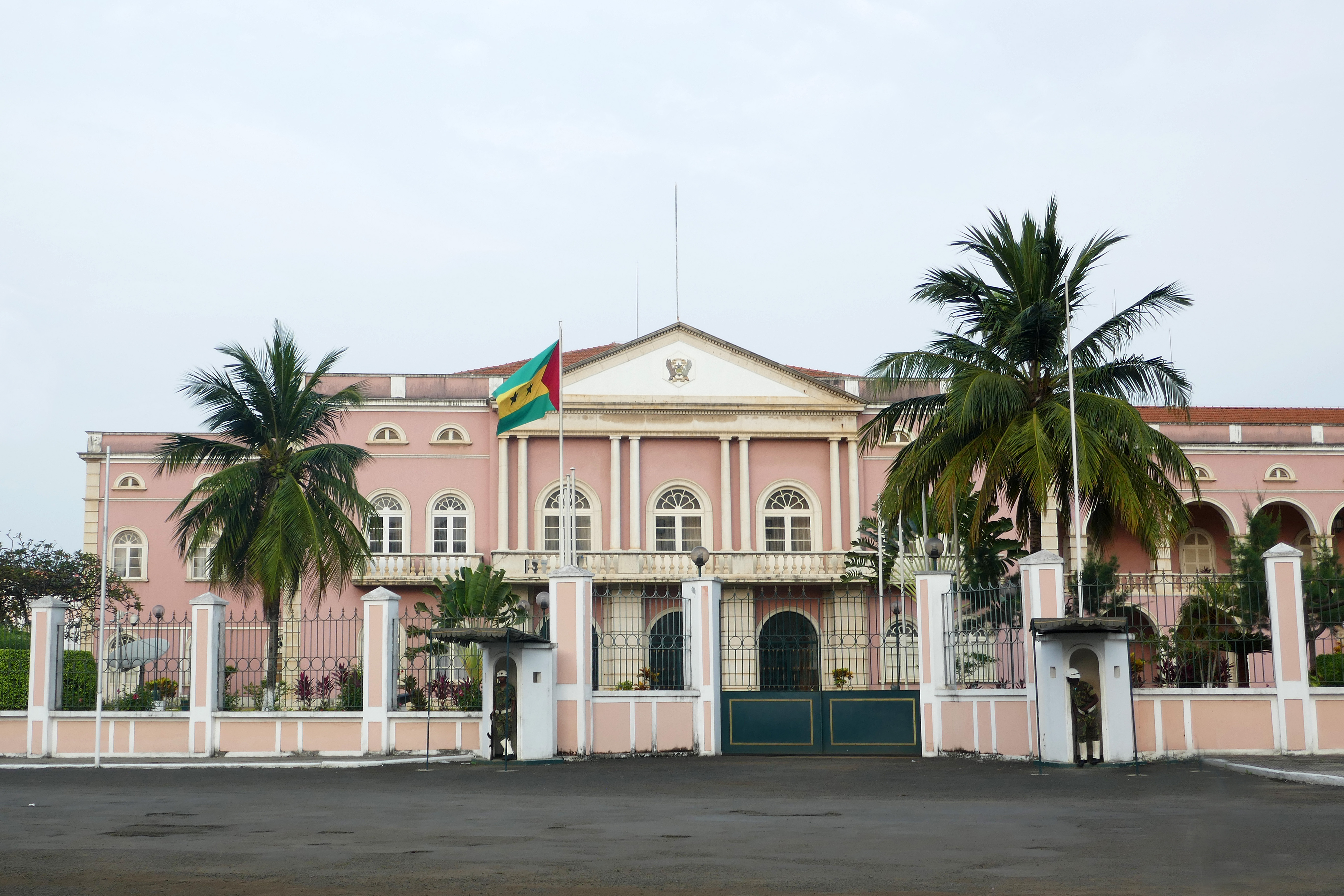
Presidentpalatset.
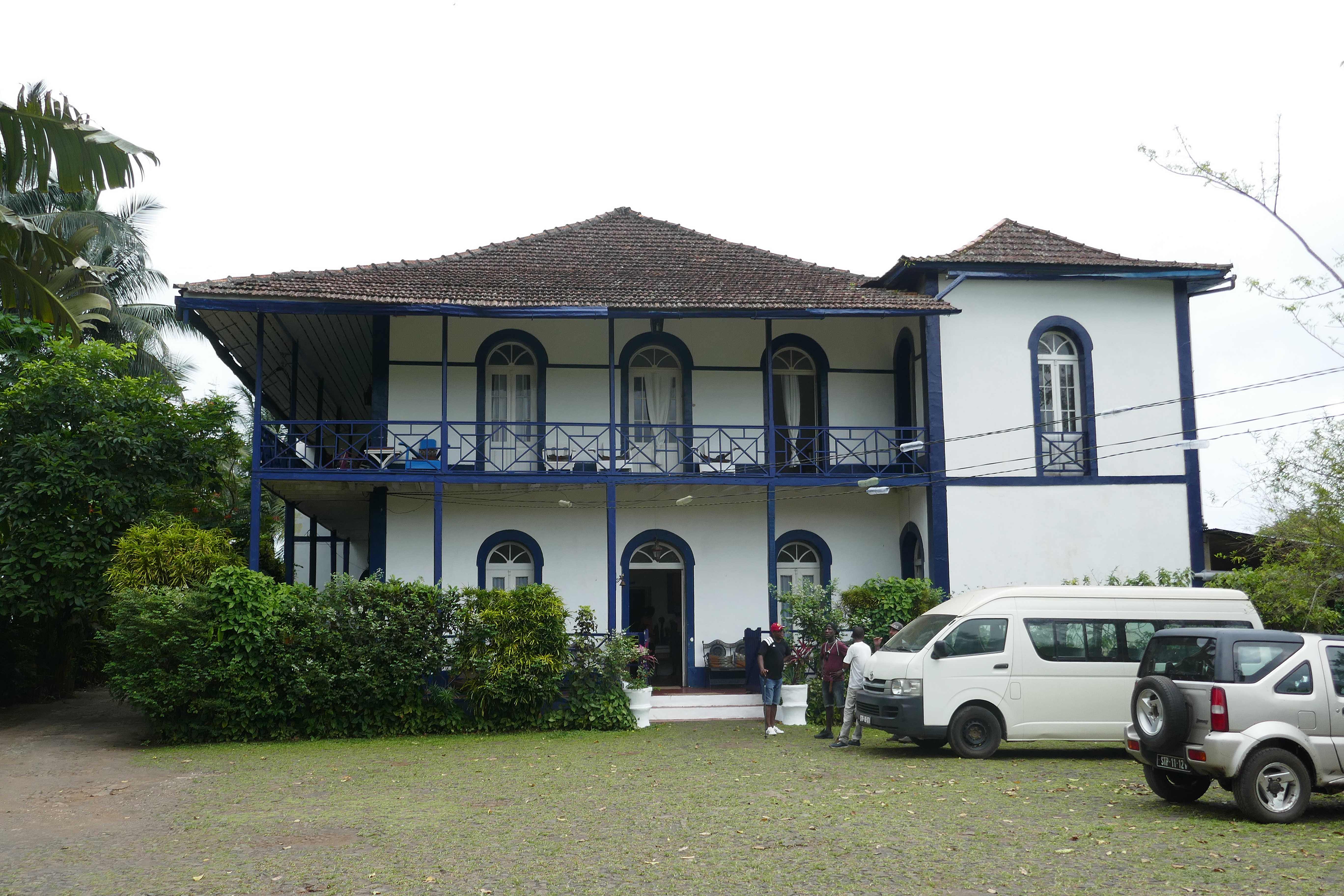
Plantagehuset São João dos Angolares
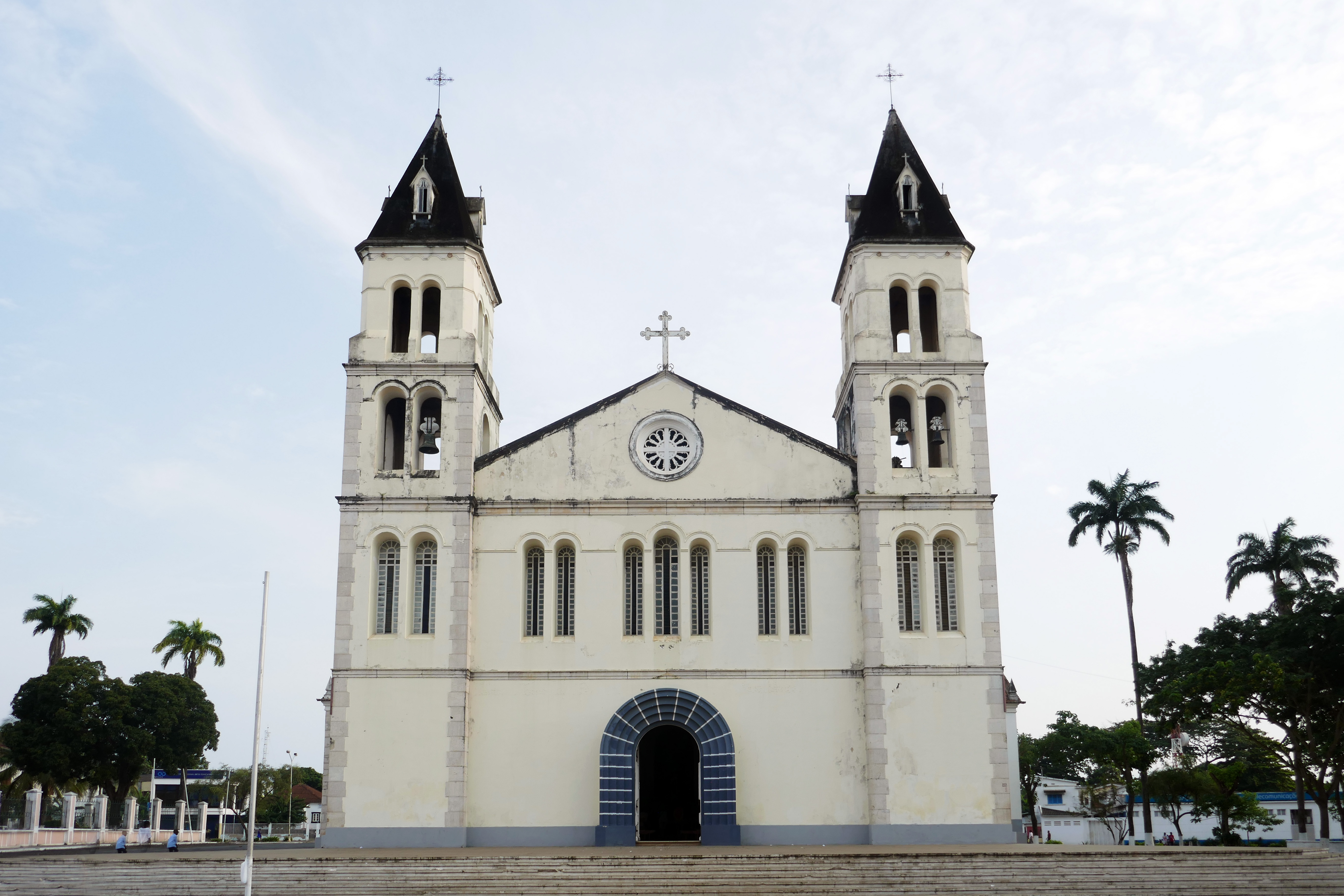
Katedralen São Tomé
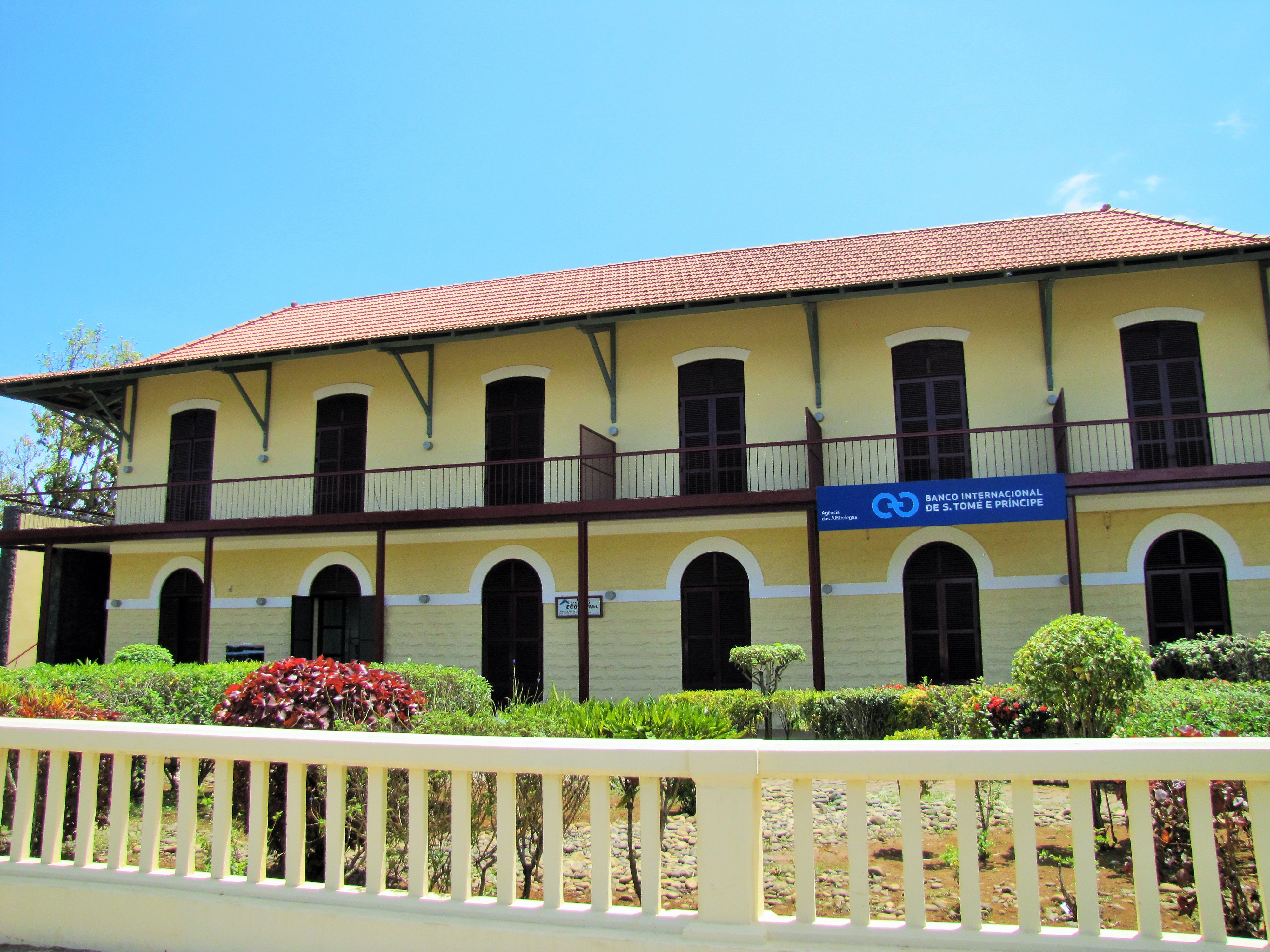
Misericórdia